# Dupontia psilosantha
Espèce
Classification APG III (2009)
Dupontia psilosantha est une espèce de plantes à fleurs de la famille des Poaceae. C'est une graminée originaire de l'Arctique que l'on trouve notamment à l'île de Spitzberg, en Laponie, au nord de l'Oural et de la Sibérie. Son épithète vient du grec psilo « nu » et anthos « fleur ».

## Habitat
Cette espèce pousse sur les berges marécageuses, au bord des rivières et des lacs de la toundra, et au bord de l'Océan Arctique.

## Distribution
Dupontia psilosantha se rencontre en Sibérie dans l'oblast de Tioumen, le nord du kraï de Krasnoïarsk, en Iakoutie, en Laponie, au nord et à l'ouest de la péninsule de Taïmyr et à l'extrême nord de l'Europe.

## Synonymes
- Poa psilosantha Rupr.
- Dupontia fisheri ssp. psilosantha (Rupr.) Hult.[4]
- Graphephorum psilosanthum (Rupr.) E.Fourn.[5]

## Sous-espèces
- Dupontia psilosantha var. flavescens (Hook. & Arn.) Vasey
- Dupontia psilosantha var. psilosantha Rupr.